# アイアンサイド男爵
アイアンサイド男爵（英: Baron Ironside）は、イギリスの男爵、貴族。連合王国貴族の男爵位。陸軍軍人エドムンド・アイアンサイド元帥が1941年に叙されたのに始まる。

## 歴史
1939年から1940年にかけて帝国参謀総長を務め、陸軍元帥まで昇進した陸軍軍人ウィリアム・エドムンド・アイアンサイド(1880–1959)は、1941年1月29日の勅許状でアバディーン州におけるアークエンジェル＝アイアンサイドのアイアンサイド男爵（Baron Ironside, of Archangel and of Ironside in the County of Aberdeen）に叙された。
初代男爵の死後、その唯一の男子エドムンド・オスラック・アイアンサイド(1924-2020)が2代男爵を継承した。2020年現在の当主は2代男爵の長男チャールズ・エドムンド・グレンヴィル・アイアンサイド(1956-)。
邸宅はエセックス・ボックステッドのオールド・ハウス・レーン（Old House Lane）にあるプリオリー・ハウス(Priory House)。

男爵家の紋章に刻まれるモットーは『臆することなくしっかり掴め(Fear Not Hold Fast)』。

## アイアンサイド男爵 (1941年)
- 初代アイアンサイド男爵ウィリアム・エドムンド・アイアンサイド (1880–1959)
- 2代アイアンサイド男爵エドムンド・オスラック・アイアンサイド（英語版） (1924-2020)
- 3代アイアンサイド男爵チャールズ・エドムンド・グレンヴィル・アイアンサイド(1956-)
  - 法定推定相続人は現当主の息子フレデリック・トーマス・グレンヴィル・アイアンサイド(1991-)